# Прозерпина

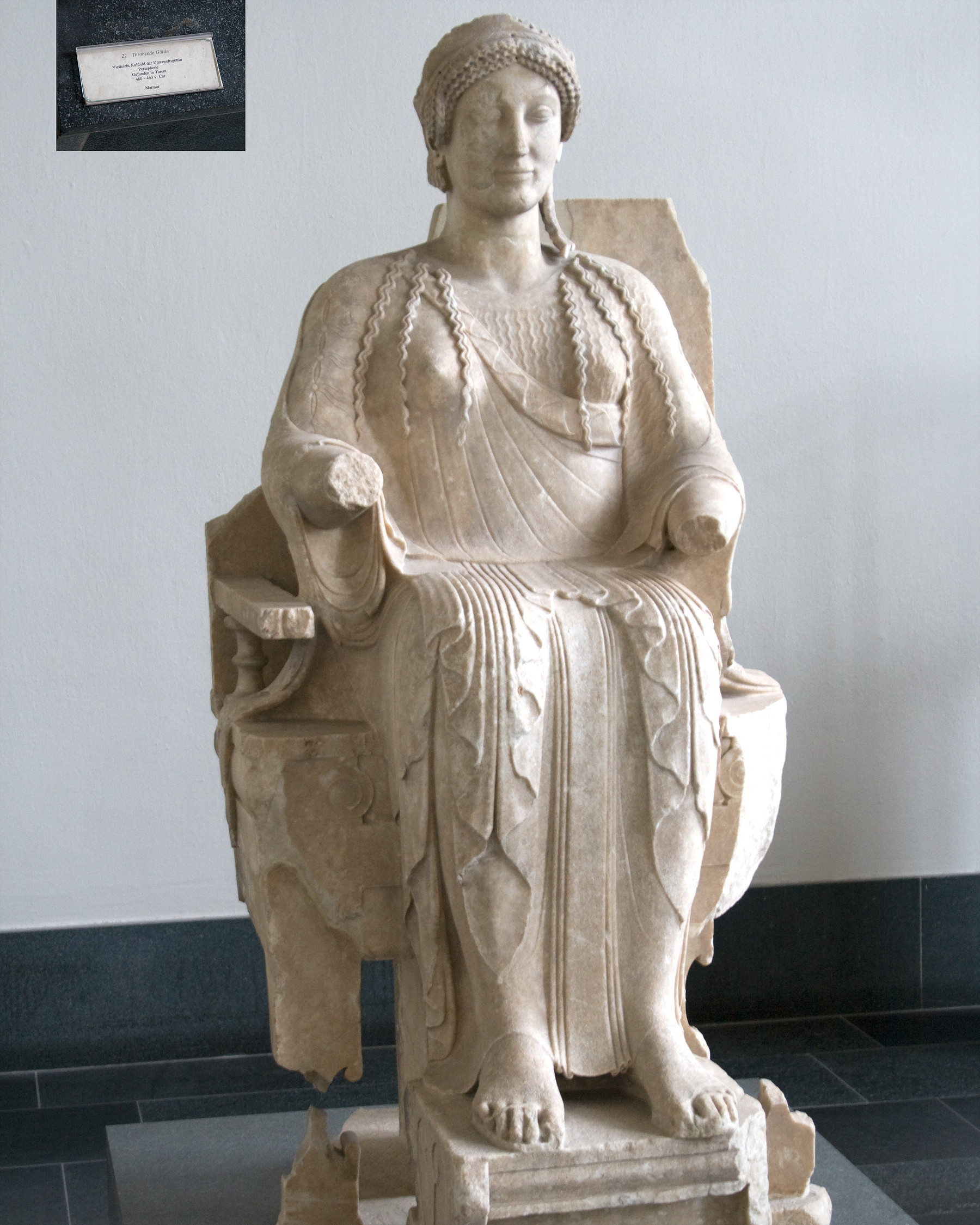
Мраморная статуя Персефоны, музей Пергамон

Прозерпи́на (лат. Proserpina) — в древнеримской мифологии богиня подземного царства, соответствующая древнегреческой Персефоне, дочь Юпитера и Цереры, племянница и супруга Плутона (Дита). По одной версии, имя её — латинизированное греческое «Персефона». По другому толкованию, так называлась римская богиня, способствовавшая произрастанию (proserpere) семени и слившаяся позднее, по введении греческих культов, с богиней Персефоной.
В честь Плутона и Прозерпины в Риме праздновались Терентинские и Таврийские игры.

## Содержание мифа
По легенде, Прозерпина, дочь богини зерна Цереры, собирала ирисы, розы, фиалки, гиацинты и нарциссы на лугу со своими подругами, когда её заметил, воспылав любовью, Плутон, царь подземного мира. Он умчал её на колеснице, заставив бездну разверзнуться перед ними и Прозерпина была унесена в подземное царство. Плутон вынужден был отпустить её, но дал вкусить ей зернышко граната, чтобы она не забыла царство смерти и вернулась к нему. С той поры Прозерпина половину года проводит в царстве мертвых и половину — в царстве живых.

## Образ в культуре
Сцену похищения Прозерпины изобразил в мраморе великий итальянский архитектор Джованни Бернини. Скульптура находится в галерее Боргезе (Рим). 

Образ Прозерпины запечатлел Данте Габриэль Россетти (1828—1882) в картине «Прозерпина». После смерти любимой жены Россетти Элизабет музой художника становится Джейн Бёрден. Эти две женщины послужили прообразом изображения на картине. Рембрандт Харменс ван Рейн написал картину «Похищение Прозерпины». В литературе тему похищения Прозерпины поднимает одноименный сонет Джулиано Кассиани, который, по мнению его современника Джузеппе Парини, вдохновил целый ряд других «похищений» («Похищение Ганимеда» Альфьери, «Похищение Оризии» Монти).
Пушкин в своём стихотворении «Прозерпина» воспел любовь богини к смертному Адонису
https://www.culture.ru/poems/4679/prozerpina
В честь Прозерпины назван астероид (26) Прозерпина, открытый в 1853 году